# Henrietta Marie (Schiff)
Die Henrietta Marie war ein englisches Sklavenschiff des 17. Jahrhunderts, benannt nach Henrietta Maria von Frankreich, der Frau von Karl I., König von England, Schottland und Irland.
Nach dem Verkauf von 190 Sklaven auf Jamaika sank das Schiff im Jahr 1701 56 Kilometer vor der Küste von Key West (Florida) auf Grund starker Stürme auf dem „New Ground Reef“ in 30 Fuß tiefem Wasser etwa auf Position 24° 40′ N, 82° 23′ W. Das Wrack wurde 1972 von Mel Fisher entdeckt. Bei der Freilegung des Wracks wurden eiserne Ketten und andere Mittel zur Fesselung der Sklaven entdeckt. Das Schiff konnte aufgrund einer bronzenen Glocke mit dem Schiffsnamen identifiziert werden.
Die Henrietta Marie war das erste Schiffswrack, das eindeutig als Sklavenschiff identifiziert wurde. Die Route des Schiffes entsprach dem atlantischen Dreieckshandel zwischen Europa, der westafrikanischen Küste und Amerika, die von den Sklavenschiffen bevorzugt befahren wurde. Die Funde im Wrack vermitteln ein Bild des Lebens an Bord des Schiffes sowie des Sklavenhandels allgemein. Das Wrack stellt heute eine der ergiebigsten Quellen für Funde aus der Zeit des frühen Sklavenhandels dar. Als solche kann  es als „Goldader“ für Informationen über einen zentralen Abschnitt der Geschichte Afrikas und Amerikas bezeichnet werden.
Im Gedenken der afrikanischen Sklaven hat 1993 die Vereinigung schwarzer Taucher (National Association of Black Scuba Divers) eine Tafel an dem Liegeplatz der Henrietta Marie anbringen lassen. Die Tafel ist auf die tausende Kilometer entfernte Küste Afrikas gerichtet und trägt den Namen des Schiffes sowie den Text „Im Gedenken und in Anerkennung des Mutes, des Schmerzes und der Leiden der versklavten afrikanischen Menschen. Sprich ihren Namen und berühre sanft die Seelen unserer Vorfahren“ (engl.: „In memory and recognition of the courage, pain and suffering of enslaved African people. Speak her name and gently touch the souls of our ancestors.“).